# Krujîkî, Sambir
Krujîkî (în ucraineană Кружики) este un sat în comuna Kalîniv din raionul Sambir, regiunea Liov, Ucraina.

## Demografie
Componența lingvistică a localității Krujîkî
     Ucraineană (99,71%)
     Alte limbi (0,29%)
Conform recensământului din 2001, majoritatea populației localității Krujîkî era vorbitoare de ucraineană (99,71%), existând în minoritate și vorbitori de alte limbi.